# بری بویرشتاین
بری ل بایرستاین یا بیرستین (۱۹ می ۱۹۴۷–۲۵ ژوئن ۲۰۰۷) یک شک‌گرای علمی و استاد روان‌شناسی در دانشگاه سایمون فریزر در برنابی، بریتیش کلمبیا بود. تحقیقات او به ویژه کشف مکانیزم‌های مغز در رابطه با ادراک، خودآگاهی، اثرات داروها بر مغز و ذهن، بویایی و کمک‌های کم‌تر شناخته شدهٔ او در مورد شناخت و هیجانها (احساسات) در انسان است. او بنیانگذار و رئیس بنیاد بین‌المللی صلح بود. یک فعال و عضو شورای اجرایی کمیتهٔ تحقیقات علمی ادعاهای معقول (سی‌اس‌آی‌سی‌اُ‌پی CSICOP)، که امروز کمیته تحقیق اسکیت نام دارد، شناخته می‌شود. سردبیر مجلهٔ «بررسی علمی درمان‌پزشکی جایگزین» (Scientific Review of Alternative Medicine) و همچنین به عنوان یکی از مشارکتکنندگان مجلهٔ محقق شکاک (Inquirer Skeptical Inquirer) بود. بویرشتاین همچنین یکی از اصلی‌ترین اساتید درجمع (سی‌اس‌آی‌سی‌اُ‌پی CSICOP) بود. بویرشتاین یکی از بنیانگذاران «سیاست بهداشت روانی کانادایی‌ها» و عضو هیئت مشورتی «بنیاد سیاست‌های مواد مخدر واشینگتن دی سی» و عضو هیئت مدیرهٔ «بنیاد سیاست‌های دارویی کانادا» بود و در «مجلهٔ بین‌المللی سیاست مواد مخدر» مشارکت می‌کرد. به گفتهٔ دوست دیرین او جیمز آلکوک، بویرشتاین یک بار در کمیتهٔ دائمی مجلس عوام برای سلامتی در طی بحث‌هایی که منجر به تصویب قانون مواد کنترل شده شد، در کمیتهٔ مجلس نمایندگان شرکت کرد. "